# Kiana (Alaska)
Kiana ist ein Ort mit dem Status einer City im Northwest Arctic Borough in Alaska. Das U.S. Census Bureau hatte bei der Volkszählung 2020 eine Einwohnerzahl von 447 ermittelt. Das Eskimo-Dorf liegt im Inupiaq-Sprachenraum.

## Geographie
Kiana befindet sich im Nordwesten von Alaska südlich der Brookskette am rechten Flussufer des Kobuk River unmittelbar unterhalb der Einmündung des Squirrel River. Der 26 m hoch gelegene Ort liegt etwa 95 km östlich vom Verwaltungszentrum Kotzebue. Am nördlichen Ortsrand von Kiana befindet sich der Bob Baker Memorial Airport.

## Geschichte
Vermutlich entwickelte sich um das Jahr 1909 eine dauerhafte Siedlung, die als Versorgungszentrum der Bergbauregion am Squirrel River diente. 1915 wurde ein Postamt eröffnet. Die Einwohnerzahl lag im Jahr 1930 bei 115, im Jahr 1939 bei 167 sowie im Jahr 1950 bei 181. 1964 erhielt Kiana den Status einer „City“. Die Bevölkerung von Kiana lebt heute hauptsächlich von Subsistenzwirtschaft. Der Verkauf von Alkohol ist in Kiana auf städtische Läden beschränkt.

## Demografie
Zum Zeitpunkt der Volkszählung im Jahre 2020 (U.S. Census 2020) hatte Kiana 447 Einwohner auf einer Landfläche von 0,49 km². Von den Einwohnern waren 21 Weiße, einer afrikanisch-amerikanischer sowie 399 amerikanisch-indianischer Abstammung.
Beim Census im Jahr 2000 wurden 388 Einwohner gezählt, 2010 waren es 361.